# Пољанице (Вишеград)
Пољанице су насељено мјесто у општини Вишеград, Република Српска, БиХ. Према попису становништва из 1991. у насељу је живјело 35 становника.

## Становништво
| Демографија | Демографија | Демографија |
| Година      | Становника  | Становника  |
| ----------- | ----------- | ----------- |
| 1961.       | 88          |             |
| 1971.       | 86          |             |
| 1981.       | 55          |             |
| 1991.       | 35          |             |